# 間諜 (2013年電影)
《間諜》（韓語：스파이，韓語片名來自英語「spy」）是一部2013年上映的韓國喜劇諜報片，講述頂級間諜在執行任務時，無意間把不知道自己間諜身份的妻子捲入當中的故事。在片中飾演夫妻的薛耿求和文素利是繼《薄荷糖》、《綠洲》後第三次攜手合作，並由美韓混血演員丹尼爾·海尼擔任反派角色。

## 劇情簡介
在異國與恐怖份子進行協商的哲秀突然接到妻子英熙的電話，打亂了這場談判並與對方起了衝突，經過一陣混亂還是順利地將人質安全救出，完成任務後哲秀從間諜變身為普通上班族，匆匆忙忙趕回家參加母親的壽宴，對英熙謊稱是因為開會的關係才會如此晚到。以出差為由過著間諜生活的哲秀一直以來將這事實瞞著妻子，而英熙結婚多年沒有生下孩子，承受了很大的壓力，把這一切都怪到忙於出差的丈夫身上，兩人的關係也漸漸變差了。
哲秀接獲新任務前往泰國，湊巧的是作為空姐的英熙也剛好來到這裡，還遇上了年輕帥哥萊恩，陷入粉紅色的浪漫幻覺中。任務已經夠棘手了，這下哲秀還得盯著被萊恩迷得團團轉的英熙，但是他卻不知道萊恩接近英熙其實是另有意圖……

## 演員陣容
- 薛耿求：金哲秀
- 文素利：安英熙
- 丹尼爾·海尼：萊恩
- 高昌錫：陳室長
- 韓藝里：白雪熙
- 羅美蘭：養樂多
- 鄭仁基：廉社長
- 宋在浩：總統
- 金志映：哲秀母

## 製作
起初是由李明世導演執導，於2012年3月12日在泰國開機，但不到一個月，因導演拍攝內容和當初敲定的劇本有很大出入而被迫停拍，最終將導演更換為李勝俊。

## 外部連結
- NAVER電影 （页面存档备份，存于）
- 互联网电影数据库（IMDb）上《特務戇金》的资料（英文）